# Cacoxenus indagator
Cacoxenus indagator ist eine Fliege aus der Familie der Taufliegen (Drosophilidae). Sie wird auch als „Mauerbienen-Taufliege“ bezeichnet. Das lateinische Art-Epitheton indagator bedeutet in etwa „Ermittler“, „Erforscher“ oder „Detektiv“.

## Merkmale
Die Fliegen sind 3–4 mm lang. Kopf und Thorax sind anthrazitfarben. Der Thorax ist kaum behaart. Die relativ großen Facettenaugen sind dunkelrot gefärbt und durch eine breite Frons voneinander getrennt. Der Ansatz der Fühler ist rotgelb. Der Hinterleib ist überwiegend schwarz. Die Tergite weisen einen hellen schmalen Hinterrand auf. Die Beine sind gewöhnlich verdunkelt.

## Vorkommen
Die Art ist in der westlichen Paläarktis verbreitet. In Deutschland ist sie fast überall anzutreffen. Im Norden fehlt die Art offenbar in Skandinavien. Im Süden reicht das Vorkommen bis in den Mittelmeerraum, im Osten bis in die Ukraine und in den Nahen Osten.

## Lebensweise
Cacoxenus indagator ist ein phytophager Futterparasit in den Nestern von Wildbienen der Gattung Osmia, insbesondere der Gehörnten Mauerbiene (Osmia cornuta) und der Roten Mauerbiene (Osmia bicornis). Es werden in selteneren Fällen auch andere oberirdisch nistende Wildbienen aus den Gattungen Anthidium, Anthophora, Chelostoma, Heriades und Megachile als Wirte genutzt.
Die weiblichen Fliegen legen gewöhnlich 2–8 Eier in die noch unverschlossene Nisthöhle der Wildbienen. Die Nisthöhlen bestehen üblicherweise aus mehreren Brutzellen, die jeweils mit Pollen und Nektar verproviantiert werden. Die geschlüpften Fliegenlarven fressen an dem Futtervorrat der Bienenlarve, so dass für diese gewöhnlich nicht mehr genug für deren vollständige Entwicklung übrig bleibt und sie verhungert. Während sich die Wildbienen bis zum Sommer einen Kokon spinnen und sich darin verpuppen, überwintern die Fliegenlarven und verpuppen sich erst Ende März des Folgejahres. Bis dahin ist die Brutzelle mit den feinen bräunlichen schlangenartigen Exkrementen der Fliegenlarven ausgefüllt. Vor der Verpuppung perforieren die Fliegenlarven noch die Verschlüsse der Brutzellen mit ihren Mandibeln und bewegen sich dabei Richtung Nistausgang. In einem Fall schlüpften mehrere Wildbienen Mitte März. Die Taufliegen erschienen aus denselben Niströhren Anfang April. Für diese ist es eine Erleichterung, das Nest zu verlassen, wenn der harte Verschluss am Nisteingang zuvor von den verbliebenen Bienen freigenagt wurde. Ansonsten nutzen die frisch geschlüpften Fliegen-Imagines eine Stirnblase (Ptilinum), die sich mit Hämolymphe füllen lässt, um die Lehmwand aufzubrechen. In einem Fall verendeten die Fliegen in der Niströhre, da keine Wildbiene vorhanden war, welche die massive Mörtelwand aufbrechen konnte. Die Flugzeit dauert von April bis Juni. Man findet sie häufig in der Nähe von Insektenhotels und anderen Nisthilfen. Cacoxenus indagator gilt als der wohl bedeutendste Gegenspieler der Mauerbienen. Der Parasitendruck erhöht sich insbesondere bei größeren Nistaggregationen. Der Ausfall einer Wildbienenpopulation kann dabei bis zu 30 Prozent betragen. Diese Mauerbienen fehlen dann bei der Bestäubung der Obstbäume im Frühjahr. Als eine Gegenmaßnahme wird empfohlen, im Garten auf mehrere Orte verteilt kleinere Nisthilfen zu errichten.

## Bilder

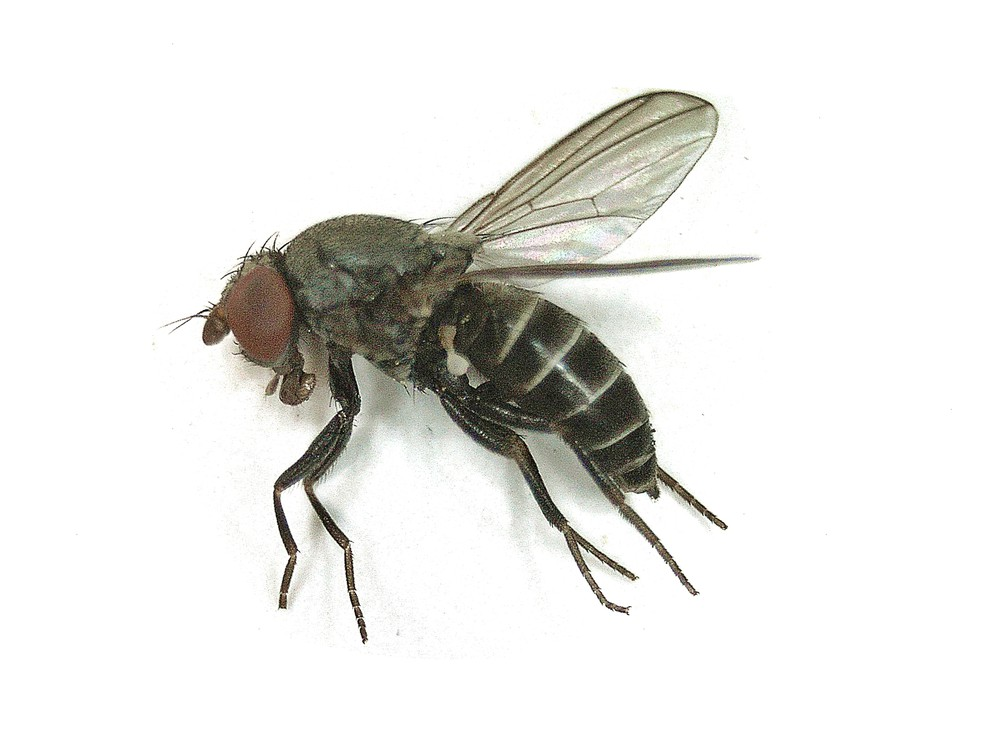
Seitenansicht
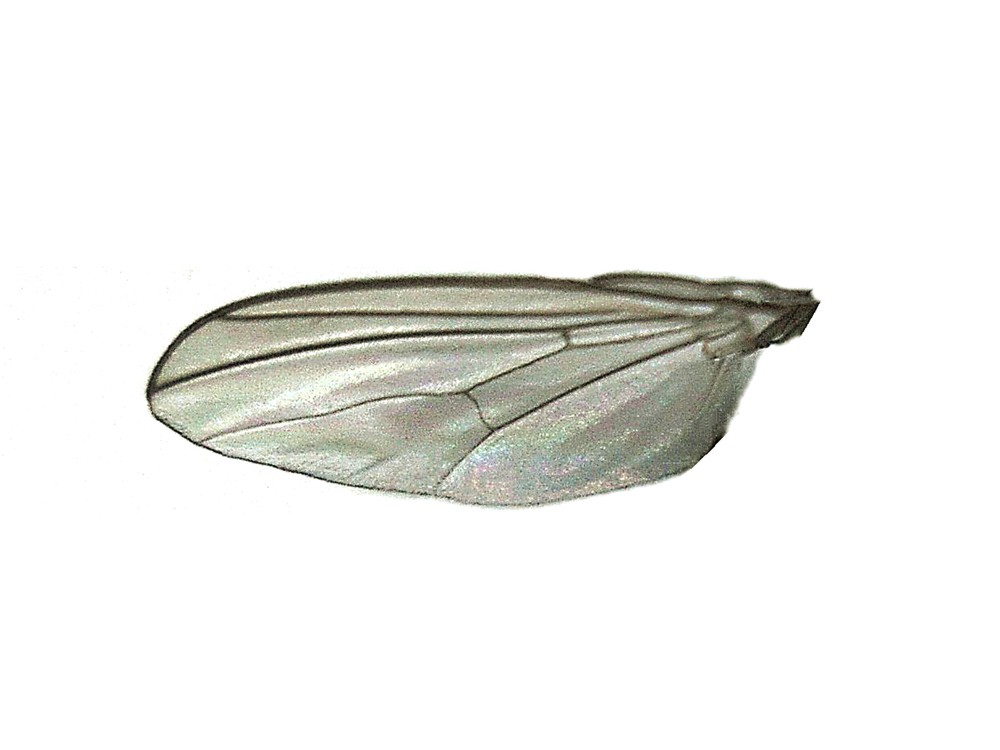
Flügel
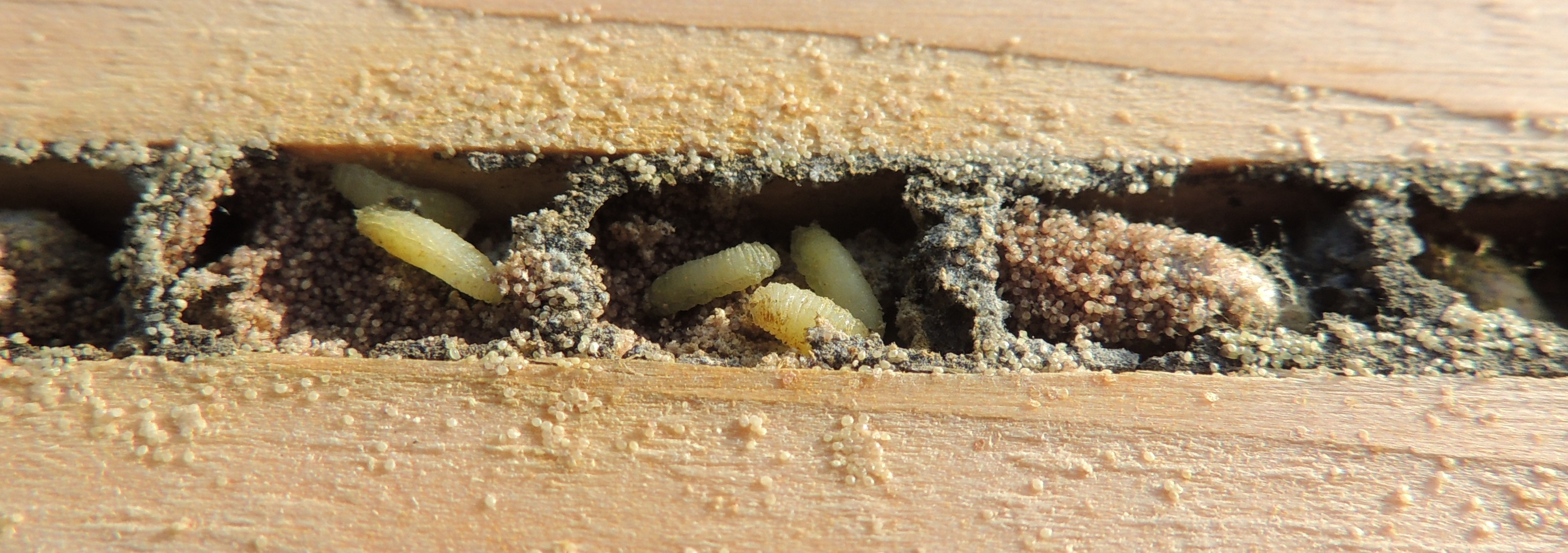
Kokon von Osmia bicornis sowie Larven von Cacoxenus indagator in den Brutzellen eines Insektenhotels
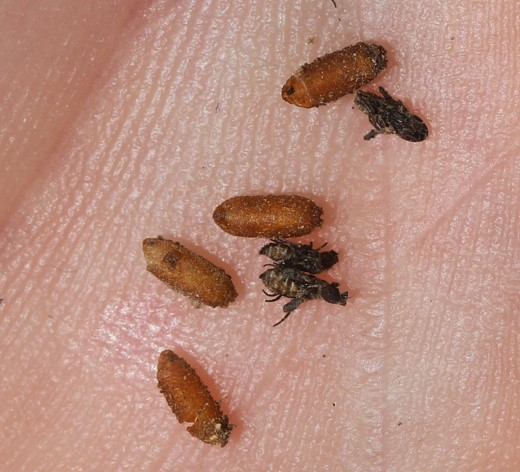
Tote Fliegen und verlassene Kokons in einem Mörtelnest von Osmia cornuta